# Haggen (Sigmarszell)
Haggen (mundartlich: də Hokə, Hok) ist ein Gemeindeteil der Gemeinde Sigmarszell im bayerisch-schwäbischen Landkreis Lindau (Bodensee).

## Geographie
Der Weiler liegt circa 4,5 Kilometer nordöstlich des Hauptorts Sigmarszell am Kinberg.

## Ortsname
Der Ortsname stammt entweder vom mittelhochdeutschen Wort hāke für Haken oder vom mittelhochdeutschen Personen(über)namen Hāke. Somit bedeutet der Ortsname (Siedlung) an/in einer hakenförmigen Flur, in hakenförmigem Gelände oder Siedlung des Hāke oder beim Hāken.

## Geschichte
Haggen wurde erstmals urkundlich um das Jahr 1340 als Haggen in einem Zinsrodel des Klosters Mehrerau erwähnt. 1505 wurden drei Häuser im Ort erwähnt. 1605 wurde eine Sägemühle in Haggen genannt. 1769 fand die Vereinödung Haggens mit sieben Teilnehmern statt. Der Ort gehörte einst zum Gericht Simmerberg in der Herrschaft Bregenz.